# Città delle Seychelles
Lista di città delle Seychelles.
- Anse Boileau
- Beau Vallon
- Takamaka
- Victoria (capitale)
- Grand Anse Mahe